# منشية الغياث (المفرق)
منشية الغياث منطقة سكنية تقع في لواء الرويشد، محافظة المفرق في الأردن. تنتمي المنطقة لقضاء الرويشد الذي يضم 6 مناطق. يقدر عدد سكانها بـ 1501 نسمة حسب إحصاء 2015.

## الوصلات الخارجية
- دائرة الاحصاءات العامة